# Metrodorus van Chios
Metrodorus van Chios (Oudgrieks: Μητρόδωρος ο Χίος) (4e eeuw v.Chr.) behoorde tot de school van de atomisten en was een compleet scepticus. 
Metrodorus zou een leerling van Nessus van Chios geweest zijn, of van Democritus zelf. Hij aanvaardde de theorie van Democritus over atomen en de leegte, alsook diens opvatting over de pluraliteit van werelden, maar hield er zijn eigen theorieën op na wat betreft de sterren. Zo werden volgens hem sterren gevormd door het vocht in de lucht en de warmte van de zon. Zijn radicale scepsis blijkt uit de eerste zin van zijn Peri physeos (Over de natuur) door Cicero geciteerd. Hij zegt hierin: "Wij weten niets, nee, zelfs niet of wij weten of niet!" en beweert dat alles aan elke persoon alleen dat lijkt te zijn wat het voor hemzelf is. Interessant is ook dat Metrodorus de leraar was van Anaxarchos, de vriend van Pyrrho, en dus kan gelden als een verbindingsfiguur tussen het atomisme en de latere scepsis. Er kan niet met zekerheid vastgesteld worden of het werk dat door Atheneus wordt geciteerd van hem is of van een andere Metrodorus. Hetzelfde probleem stelt zich in het geval van een tekst waarnaar wordt verwezen door Apollonius. 